# La battaglia dei sessi (film 2017)
La battaglia dei sessi (Battle of the Sexes) è un film del 2017 diretto da Jonathan Dayton e Valerie Faris. La pellicola è l'adattamento cinematografico della celebre partita di tennis, nota come la battaglia dei sessi, avvenuta il 20 settembre 1973 tra Bobby Riggs e Billie Jean King.

## Trama
Sulla scia della rivoluzione sessuale e dell'ascesa del movimento femminista, la partita di tennis del 1973 tra la campionessa mondiale femminile Billie Jean King e l'ex campione maschile, nonché scommettitore di professione, Bobby Riggs fu etichettata come La battaglia dei sessi, diventando uno degli eventi sportivi televisivi più visti di tutti i tempi, raggiungendo 90 milioni di spettatori in tutto il mondo.
Mentre la rivalità tra King e Riggs raggiungeva il suo culmine, fuori dal campo ognuno combatteva battaglie più complesse e personali. La riservata King non solo gareggiava per l'uguaglianza, ma lottava anche per venire a patti con la propria sessualità, mentre la sua amicizia con Marilyn Barnett andava approfondendosi. Riggs invece, una delle prime celebrità mediatiche autoprodottesi, lottava con i suoi demoni del gioco, a scapito della famiglia e della moglie Priscilla.

## Personaggi
- Billie Jean King, interpretata da Emma Stone: campionessa di tennis e sostenitrice della lotta contro il sessismo, sfidante della partita.
- Bobby Riggs, interpretato da Steve Carell: campione di tennis, tre volte numero uno al mondo, sfidante della partita.
- Marilyn Barnett, interpretata da Andrea Riseborough: parrucchiera ed amante della King.
- Rosie Casals, interpretata da Natalie Morales: tennista.
- Gladys Heldman, interpretata da Sarah Silverman: fondatrice della rivista World Tennis.
- Ted Tinling, interpretato da Alan Cumming: stilista e grande amico della King.
- Larry King, interpretato da Austin Stowell: marito della King.
- Lornie Kuhle, interpretato da Eric Christian Olsen: giovane tennista, amico e consigliere di Riggs.
- Margaret Court, interpretata da Jessica McNamee: tennista.

## Promozione
Il primo trailer del film viene diffuso il 16 maggio 2017.

## Distribuzione
Il film è stato presentato in anteprima mondiale il 2 settembre 2017 al Telluride Film Festival. Sempre a settembre è stato presentato al Toronto International Film Festival.
La pellicola è stata distribuita nelle sale cinematografiche statunitensi a partire dal 22 settembre 2017 ed in quelle italiane a partire dal 19 ottobre dello stesso anno.

### Divieti
Il film è stato vietato ai minori di 13 anni non accompagnati da adulti per la presenza di "contenuti sessuali e nudità parziale".

## Riconoscimenti
- 2018 - Golden Globe[6]
  - Candidatura per la migliore attrice in un film commedia o musicale a Emma Stone
  - Candidatura per il miglior attore in un film commedia o musicale a Steve Carell
- 2018 - Screen Actors Guild Award[7]
  - Candidatura per il miglior attore non protagonista a Steve Carell
- 2018 - Satellite Award[8]
  - Candidatura per la migliore attrice a Emma Stone
- 2018 - Critics' Choice Awards[9]
  - Candidatura per il miglior attore in un film commedia a Steve Carell
  - Candidatura per la migliore attrice in un film commedia a Emma Stone
- 2018 - GLAAD Media Awards[10]
  - Candidatura per il miglior film della grande distribuzione